# WASP-10 b
WASP-10 b — горячий юпитер, обращающийся на расстоянии 0,037 а.е. от оранжевого карлика WASP-10. Эффективная температура планеты оценивается астрономами в 1119 кельвинов. Открыт транзитным методом SuperWASP в 2008 году.